# Historia Dżibuti

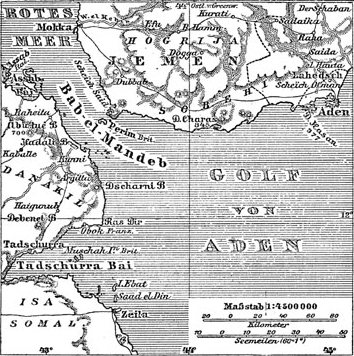
Mapa Zatoki Adeńskiej z 1888 r., zaznaczona Zatoka Tadżura oraz wybrzeże Dżibuti

Tereny obecnego Dżibuti zamieszkiwały od wielu wieków plemiona Afarów i Issów, które prowadziły stałe kontakty handlowe z Arabami. W IX wieku rozpoczęło się nawracanie tubylców na islam przez arabskich misjonarzy. W XIII–XIV wieku Afarowie toczyli wojny z chrześcijańską Etiopią. Na początku XVI wieku kontrolę nad tym obszarem przejęli Turcy.

## Francuska kolonia

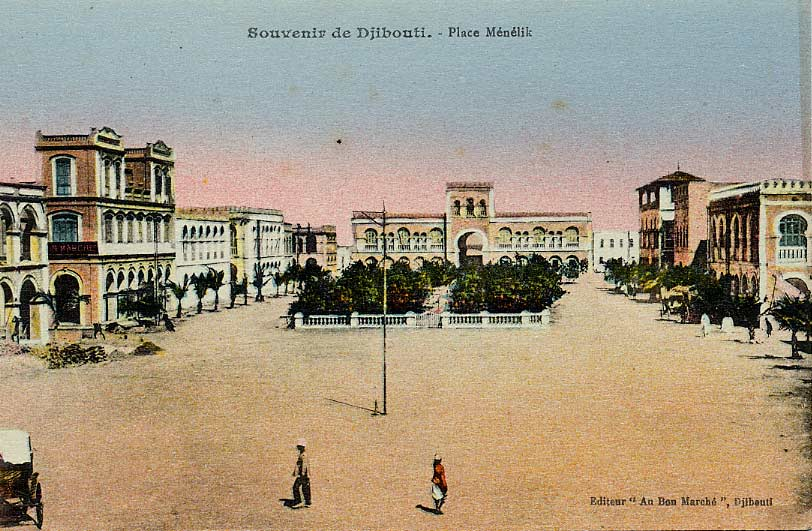
Plac Menelika, miasto Dżibuti ok. 1905 r.

W 1859 roku Francuzi zainteresowali się terenami Rogu Afryki, położonymi nad Zatoką Adeńską. W 1862 od lokalnego wodza afarskiego za 52 000 franków Francja zakupiła miasto Obock, leżące na północnym wybrzeżu Zatoki Tadżura z zamiarem wybudowania tu portu zaopatrującego przepływające statki w węgiel. Dzięki temu Francja zyskała ważne miejsce przystankowe na drodze morskiej, wiodącej z Europy do Indii a statki francuskie nie musiały kupować paliwa w Adenie, który podówczas należał do Brytyjczyków. Rola miasta Obock jako przyczółka panowania francuskiego w regionie nabrała wagi po otwarciu Kanału Sueskiego w 1869 r.
W 1888 Francuzi rozpoczęli budowę portu w mieście Dżibuti. W 1896 Francja zawarła umowę z Etiopią o odstąpieniu przez Etiopię terytorium obecnego Dżibuti w zamian za budowę linii kolejowej z miasta Dżibuti do Addis Abeby. Budowa kolei na tej trasie trwała z przerwami do 1917 r. Na udostępnionym terenie Francuzi utworzyli kolonię Somali Francuskie, gubernatorem został Lagarde (do 1899 roku).

## Niepodległość
W roku 1947 kolonia zyskała status terytorium zamorskiego Francji. W roku 1967 uzyskała wewnętrzną autonomię i jej nazwa została zmieniona na Francuskie Terytorium Afarów i Isów. Autonomia powstała w wyniku przeprowadzonego referendum. W latach 70. XX wieku nastąpił rozwój ruchu niepodległościowego, przede wszystkim wśród Issów, dyskryminowanych przez Francuzów na rzecz Afarów. W kraju powstały partie i organizacje niepodległościowe (m.in. w 1972 powstała Afrykańska Liga Ludowa, która w 1975 zmieniła nazwę na Afrykańska Liga Ludowa na Rzecz Niepodległości, w skrócie LPAI). Również na emigracji działały partie, deklarujące hasła wyzwoleńcze (niektóre z nich opowiadały się za połączeniem z Somalią lub Etiopią). Po referendum, 27 czerwca 1977 roku Terytorium uzyskało niepodległość pod nazwą Dżibuti. Nowe niepodległe państwo zostało członkiem, Francuskiej Wspólnoty, ONZ, OJA i Ligi Państw Arabskich.
Na czele młodej Republiki Dżibuti jako prezydent stanął przywódca Afrykańskiej Ligi Ludowej na Rzecz Niepodległości Hassan Gouled Aptidon. Od tego czasu w kraju trwa konflikt rywalizujących ze sobą ugrupowań politycznych, z jednej strony opozycyjnych, do których należą głównie członkowie plemienia Afarów, z drugiej zaś Issowie – siły popierające rząd. W 1981 nastąpiła reelekcja Hassana Gouleda Aptidona, który wprowadził rządy dyktatorskie. Nowo przyjęta konstytucja w 1981 wprowadziła system jednopartyjny (prezydenckie Ludowe Zgromadzenie na rzecz Postępu zostało jedyną legalną partią) i sześcioletnią kadencję prezydencką. W 1987 roku Aptidon został wybrany po raz trzeci. W latach 80. Dżibuti z sukcesem prowadziło politykę neutralności względem sąsiadów, zawierając układy o przyjaźni z Etiopią, Somalią, Sudanem i Kenią.
Polityczny konflikt w 1991 przerodził się w etniczną wojnę domową (rządzący – Issowie i opozycja – Afarowie). Po francuskiej interwencji w 1992 kiedy to Francja wsparła zbrojnie rząd Dżibuti. W wyniku interwencji Aptidon wprowadził system wielopartyjny, uchwalił nową konstytucję oraz przeprowadził nowe wybory parlamentarne. W wyniku niskiej frekwencji zwyciężyła partia Ludowe Zgromadzenie na rzecz Postępu, zaś Gouled Aptidon po raz czwarty został wybrany na prezydenta. Konflikt zakończył się w grudniu 1994 roku podpisaniem porozumienia pokojowego pomiędzy Afarami a rządem. H.G. Aptidon zrezygnował z funkcji prezydenta w 1999 (w wieku 83 lat) po tym, jak został wybrany po raz piąty na to stanowisko w 1997 roku. Jego zastępcą został Ismail Omar Guelleh.
W 2001 roku w wyniku mediacji Francji zawarto porozumienie pomiędzy władzami Dżibuti a opozycją. W 2002 roku usunięto z konstytucji zapis ograniczający liczbę działających legalnie partii politycznych do 4. W 2003 roku wybory parlamentarne wygrała koalicja Związek na rzecz Większości Prezydenckiej (UMP), utworzona przez RPP, FRUD, PND i PPSD. Związek na rzecz Zmian Demokratycznych, będący sojuszem czterech partii opozycyjnych, nie dostało do parlamentu pomimo 37% poparcia. W 2003 roku Dżibuti poparło interwencję Stanów Zjednoczonych w Iraku. Wykorzystując strategiczne położenie, Dżibuti użyczyło bazy wojskowe Francuzom i Amerykanom.
W 2008 roku wybuchł konflikt graniczny z Erytreą. Dżibuti zostało wsparte militarne przez Francję jednakże konflikt pozostał nierozstrzygnięty.